# Деверё, Джон, 9-й барон Феррерс из Чартли
Джон Деверё (англ. John Devereux; приблизительно 1464 — 7 мая 1501) — английский аристократ, 9-й барон Феррерс из Чартли с 1485/87 года.

## Биография
Джон Деверё родился приблизительно в 1464 году в семье Уолтера Деверё, 8-го барона Феррерса из Чартли, и его жены Анны де Феррерс, 8-й баронессы Феррерс из Чартли в своём праве (suo jure). По отцу он принадлежал к старинному английскому роду французского происхождения, владения которого располагались в Херефордшире, Лестершире и Линкольншире. Уолтер погиб в 1485 году в битве при Босворте, где сражался за Йорков, и его владения были конфискованы. Джон в 1486 году получил владения, принадлежавшие прежде его матери. 1 сентября 1487 года он впервые был вызван в парламент как лорд Феррерс из Чартли, а в 1489 году добился передачи ему поместий, которыми владел его отец. Всю оставшуюся жизнь барон верно служил Тюдорам.
Джон был женат на Сесилии Буршье, дочери Уильяма Буршье, виконта Буршье, и Анны Вудвилл. По отцу его супруга была внучкой Генри Буршье, 1-го графа Эссекса, а по матери — племянницей королевы Елизаветы Вудвилл и двоюродной сестрой королевы Елизаветы Йоркской, жены Генриха VII. В этом браке родились:
- Уолтер (приблизительно 1491—1558), 10-й барон Феррерс из Чартли и 1-й виконт Херефорд[1];
- Анна, жена сэра Дэвида Оуэна, Николаса Гейнсфорда и Джона Хармана[2][3].

После смерти Сесилии барон женился во второй раз, на Элизабет Лангам, дочери Роберта Лангама. Этот брак остался бездетным.